# Sergio Marcos Gustafson
Sergio Marcos (Asunción, 7 de diciembre de 1976) es un director, guionista y productor de cine y televisión paraguayo.
Obtuvo la Palma de Bronce del Festival de Cine Mexicano del 2009 y el Premio al Mérito por su cortometraje Fuego y el premio a la Mejor Comedia en el Festival de Cine 168 por el corto Inspector Sánchez
Es hijo de Juan Manuel Marcos, novelista y rector de la Universidad del Norte (en Asunción), autor del El invierno de Gunter.

## Biografía
Nació en Asunción el 7 de diciembre de 1976, hijo del escritor Juan Manuel Marcos y la artista plástica Greta Gustafson.
Sergio vivió su infancia en Madrid, Pittsburgh y Stillwater (Oklahoma), donde curso la primaria.  Al caer la dictadura, volvió con sus padres al Paraguay.  Culminó su bachillerato en el American School of Asunción (1996) y la carrera de Marketing en la Universidad del Norte (2000).
Cursó un Posgrado en Producción de Cine y TV en la Universidad de California, Los Ángeles (UCLA) en 2002; una Especialización en Documentales en la Escuela Internacional de Cine y Televisión de San Antonio de los Baños, Cuba en 2004; un curso de Dirección Cinematográfica en la New York Film Academy, realizando una serie de cortos en 16 mm, en 2009; y dos especializaciones en Guion de Cine en: Santa Mónica Writer’s Boot Camp y UCLA Extension en 2010.
De vuelta al Paraguay, creó su propia compañía de producción, MetaVisión, dedicada a programas de televisión y documentales en 2005.  Escribió y dirigió su primer mediometraje en español, llamado Fuego (Got a Light?) entre el 2006 y 2008.  Este filme fue estrenado en el Festival de Cine Independiente de Washington D. C. el 12 de marzo de 2009, alcanzando así la admisión a la Asociación de Cineastas Independientes de los Estados Unidos. Fuego fue exhibida y obtuvo algunos premios en varios festivales internacionales.
En Los Ángeles produjo con Alberto Portillo y dirigió el cortometraje en inglés Inspector Sánchez, cortometraje rodado en una competencia de 168 horas, con la participación especial de Erik Estrada (actor de CHIPS - Patrulla Motorizada, y Dos Mujeres un Camino).
A mediados del 2011, volvió al Paraguay para establecer Calanda Films, compañía productora especializada en comerciales y cine, que en sus primeros meses realizó trabajos para empresas como Pepsi y Claro, convirtiéndose en uno de los principales referentes del mercado nacional.
En enero del 2013 fue nombrado Director Ejecutivo del canal estatal TV Pública Paraguay, donde en un breve periodo sentó las bases para la transformación del canal nacional a través del relacionamiento internacional con otros canales públicos de distintos continentes.
Renunció al alto cargo estatal al ser contratado por RedFoo (multipremiado artista pop de LMFAO), trabajando como camarógrafo en Los Ángeles y Sídney (Australia), colaborando en un documental, programas de televisión, y un video musical para el hit “Let’s get Ridiculous.”
Actualmente, Sergio está desarrollando dos largometrajes como productor y director: The Party @Connor Perry’s House (EE. UU.) y Caracol Guasu  (Paraguay), compartiendo su tiempo como CEO de Calanda Films S.A. (Paraguay) y Calanda USA LLC. en Los Ángeles, CA.